# Atléticos de San Germán
O Atléticos de San Germán é um clube profissional de basquetebol situada na cidade de San Germán, Porto Rico que disputa atualmente a BSN. Manda seus jogos no Coliseu Arquelio Torres Ramírez com capacidade para 5.000 espectadores.

## Títulos

### Baloncesto Superior Nacional
- Campeão (14x):1932, 1938, 1939, 1941, 1942, 1943, 1947, 1948, 1949, 1950, 1985, 1991, 1994, 1997
  - Finalista (11x):1931, 1933, 1936*, 1938*, 1940, 1954, 1955, 1956, 1957, 1965, 1986